# 교통계 IC 카드 전국 상호 이용 서비스

IC 카드 간의 상호 이용 관계 (일본어)

교통계 IC 카드 전국 상호 이용 서비스(일본어: 交通系ICカード全国相互利用サービス)는 일본의 교통카드 중, 비접촉형 IC카드 방식을 채용하고 있는 전자 머니 기능부착 승차 카드 중 다음의 11개 단체가 발행하는 전 10개 종류의 카드에 대해서, 승차 카드 기능 및 전자 화폐 기능(일부 예외를 제외하고)을 상호 이용 가능하게 하고 있는 서비스다. 2013년 3월 23일 부터 시작되었다.
- 홋카이도 여객철도 (JR 홋카이도, Kitaca)
- 동일본 여객철도 (JR 동일본, Suica)
- 도카이 여객철도 (JR 도카이, TOICA)
- 서일본 여객철도 (JR 서일본, ICOCA)
- 규슈 여객철도 (JR 규슈, SUGOCA)
- 파스모 (PASMO)
- 나고야 교통 개발 기구 (마나카) · 엠아이시 (manaca)
- 스룻토KANSAI (PiTaPa)
- 후쿠오카시 교통국 (하야카켄)
- 서일본 철도 (nimoca)

위의 각 회사가 발행하는 10개 종류의 카드를 총칭하여 10 카드라고 부르는 경우가 있다.
위 카드들은 교통계 IC 카드에 대해서, 어느 카드를 소지하고 있어도 원칙적으로 다른 IC 카드 구역에서 교통카드로서 이용할 수 있다. 또, 10 카드가 개별적으로 상호 이용 협정을 맺고 있는 이들 이외의 카드의 지역에서도 이용 가능하게 되어 있다.

## 같이 보기
- 일본의 교통
- 일본의 철도